# Alicia Coutts
Alicia Coutts (Brisbane, Austràlia 1987) és una nedadora australiana, especialista en estils, crol i papallona. Coutts ha guanyat cinc medalles olímpiques.

## Biografia
Va néixer el 14 de setembre de 1987 a la ciutat de Brisbane, població situada a l'estat de Queensland (Austràlia).

## Carrera esportiva
Coutts va participar, als 20 anys, en els Jocs Olímpics d'Estiu de 2008 realitzats a Pequín (República Popular de la Xina), on va finalitzar en cinquena posició en la prova dels 200 metres lliures, aconseguint així un diploma olímpic. En els Jocs Olímpics d'Estiu de 2012 celebrats a Londres (Regne Unit) es convertí en una de les reines de la piscina olímpica a l'aconseguir guanyar cinc medalles: la medalla d'or en la prova dels relleus 4x100 metres lliures al costat de Cate Campbell, Brittany Elmslie i Melanie Schlanger; la medalla de plata en la prova dels relleus 4x200 metres lliures, fent equip amb Bronte Barratt, Melanie Schlanger i Kylie Palmer; en la de relleus 4x100 metres estils fent equip amb Emily Seebohm, Leisel Jones i Melanie Schlanger; i la prova dels 200 metres estils; i la medalla de bronze en la prova dels 100 metres papallona.
Al llarg de la seva carrera ha guanyat tres medalles en el Campionat del Món de natació, dues d'elles de plata; cinc medalles d'or en els Jocs de la Commonwealth; i tres medalles en els Campionats de Natació Pan Pacific, dues d'elles de plata.